# 아메리카 FC (벨루오리존치)
아메리카 푸치보우 클루비(포르투갈어: América Futebol Clube)는 아메리카 미네이루로도 불리는 브라질의 미나스제라이스주 벨루오리존치를 연고지로 하는 축구 클럽이다. 1912년 4월 30일에 창단 되었으며, 현재까지 앰블럼과 구단명이 한번도 변경된 적이 없다. 다만 초창기에 녹색과 흰색으로만 이루어져있던 유니폼이 1970년대 들어서 검은색 줄무늬가 추가 되었던 것만 변경되었고, 1933년부터 1942년까지는 붉은색 홈 유니폼을 착용한 적도 있었다. 다만 붉은색 유니폼은 구단의 프로화에 반대하기 위한 퍼포먼스의 형태로 이루어진 것이었다. 아메리카 미네이루는 이스타지우 인데펜덴시아를 홈 구장으로 사용하고 있으며, 벨루오리존치를 연고로 하는 여러 클럽들 중 경기장을 소유하고 있는 유일한 클럽이기도 하다. 아메리카 미네이루는 미나스제라이스 주에서 세번째로 거대한 규모의 서포터를 보유하고 있다.
아메리카 미네이루는 미나스제라이스 주에서 가장 성공적인 클럽 중 하나로, 캄페오나투 미네이루에서 16회를 우승하였고, 준우승 또한 15회를 기록하였다. 1916년부터 1925년까지 캄페오나투 미네이루에서 10년 연속 우승을 차지하며, 이는 전 브라질을 통틀어 ABC FC와 함께 가장 오랜 기간 동안 주리그 연속 우승을 기록한 것이었다. 구단은 오랜 기간 동안 재능 있는 축구 선수들을 배출해 왔으며, 토스탕, 지우베르투 시우바, 나카자와 유지, 프레드, 다닐루 등 유명 선수들을 배출하였다.
구단의 최대 라이벌은 크루제이루 EC와 아틀레치쿠 미네이루이다.
2018년 현재 캄페오나투 브라질레이루 세리이 A와 캄페오나투 미네이루에 참가하고 있다.

## 역사
1912년 4월 30일 벨루오리존치의 열성적인 축구팬들이 모인 축구 동호회 안에서, 그들의 팀을 정식적인 축구단으로 결성하기로 한 것이 논의되었다. 논의 이후 그들의 구단명을 "아메리카 FC"로 정했으며, 구단의 상징색은 녹색과 흰색으로 결정되었다. 1916년부터 1925년까지 아메리카 미네이루는 캄페오나투 미네이루에서 10년 연속 우승을 차지하는 기염을 토했다. 1933년 브라질 축구의 프로화에 반대하며, 이에 대해 저항하기 위해 구단의 유니폼을 붉은색으로 일시 교체하였다. 그러나 1943년 아메리카 미네이루도 프로 축구단으로 전환하였으며, 구단의 색을 기존의 녹색으로 돌려놓았다. 1948년 캄페오나투 미네이루에서 우승을 차지하며, 프로 구단으로써 첫 우승 트로피를 들어올렸다.
1997년 캄페오나투 브라질레이루 세리이 B에서 우승을 차지하며, 구단 역사상 첫 전국 리그 우승을 차지하였다. 2000년에는 코파 술미나스에서 크루제이루 EC를 결승전에서 꺾고 최종 우승을 차지하였다. 2004년 세리이 B에서 좋지 않은 성적을 거두며, 세리이 C로 강등되었다. 2007년에는 캄페오나투 미네이루의 1부 리그에서 마저 강등되었다. 2009년 세리이 C에서 우승을 차지하며 세리이 B로 복귀하는 데에 성공하였다. 2017년 세리이 B에서 우승을 차지하며, 이듬해 캄페오나투 브라질레이루 세리이 A로 진출하는 데에 성공하였다.

## 수상
- 캄페오나투 브라질레이루 세리이 B
  - 우승 (2회) : 1997, 2017
- 캄페오나투 브라질레이루 세리이 C
  - 우승 (1회) : 2009
- 코파 술미나스
  - 우승 (1회) : 2000
- 캄페오나투 미네이루
  - 우승 (16회) : 1916, 1917, 1918, 1919, 1920, 1921, 1922, 1923, 1924, 1925, 1948, 1957, 1971, 1993, 2001, 2016
  - 준우승 (15회) : 1915, 1930, 1931, 1942, 1949, 1958, 1959, 1961, 1964, 1965, 1973, 1992, 1995, 1999, 2012

## 선수 명단

### 현역
참고: FIFA 자격 규정에 따라 소속된 국가대표팀 국기를 표시합니다. 선수는 복수의 FIFA 비회원국 국적을 가지고 있을 수 있습니다.
| 번호 | 포지션 | 국적 | 이름              |
| ---- | ------ | ---- | ----------------- |
| 5    | MF     |      | 페르난도 엘리사리 |
| 10   | MF     |      | 마르틴 베니테스   |

| 번호 | 포지션 | 국적 | 이름 |
| ---- | ------ | ---- | ---- |

## 역대 감독
| 감독                     | 임기      |
| ------------------------ | --------- |
| 아르투르 베르나르지스    | 1989      |
| 자이르 페헤이라          | 2000      |
| 자이르 페헤이라          | 2001~2002 |
| 파울루 실라스            | 2013~2014 |
| 아지우송 지아스 바치스타 | 2018      |